# Bahnhof Berlin Brandenburger Tor
Berlin Brandenburger Tor (tysk: Bahnhof Berlin Brandenburger Tor – fra 1936 til 2009 Unter den Linden) er en underjordisk jernbanestation i det centrale Berlin i Tyskland under Unter den Linden-boulevarden ved Hotel Adlon, Pariser Platz og Brandenburger Tor.

## Overblik
Stationen åbnede den 27. juli 1936 mens opførelsen af Nord-Süd Bahn-tunellen stod på. Togtransport ophørte 21. april 1945 og kunne først genoptages 2. december 1946 eftersom tunellen var oversvømmet. Stationen nedlagdes  ved opførelsen af Berlinmuren den 13. august 1961 og var i årtier en af Berlins spøgelsesstationer, eftersom begge endestationer på Nord-Süd jernbanelinjen lå i Vestberlin, hvorimod selve stationen lå i Østberlin. Unter den Linden genåbnedes den 1. september 1990.
Efter færdiggørelsen af den nye U55-linje fra Berlin Hauptbahnhof, begyndte stationen at betjene den midlertidige sydlige endestation og var skiftestation for Nord Süd S-banelinjen. Både U-bane- og S-banestationen er omdøbt til Brandenburger Tor for at skelne dem fra en planlagt U-banestation ved knudepunktet Unter den Linden og Friedrichstraße.